# Giuseppe Aliberti
Giuseppe Alberti, né le 5 mars 1901 à Turin et décédé le 8 janvier 1956, est un footballeur italien, évoluant au poste de milieu de terrain dans les années 1920.

## Biographie
Il joue dans les équipes de jeunes de sa ville natale, puis entame sa carrière professionnelle à Biellese, où il ne dispute que deux rencontres en une saison. Il retourne ensuite à Turin et endosse le maillot du Torino. Il débute le 2 octobre 1921 contre Savone par une victoire. Il s'impose rapidement comme un titulaire incontournable et joue 126 matchs en 12 saisons. Il remporte deux scudetti, mais le premier en 1927 est annulé à cause d'un arrangement. Son club termine tout de même premier du championnat la saison suivante. 
En 1932, expérimenté et âgé de 31 ans, il retourne dans le club de ses débuts professionnels et joue deux saisons avant de prendre sa retraite. Il tient également le rôle d'entraineur-joueur pendant deux saisons, une avec le Torino, l'autre avec Biellese.
Il est sélectionné à 11 reprises sous le maillot de la Squadra Azzurra. Il joue son premier match avec l'équipe nationale le 1er janvier 1923 à Milan contre l'Allemagne (victoire 3-1). C'est également à Milan qu'il joue son dernier match international contre la Hongrie le 18 janvier 1925 (défaite 1-2). Entretemps, il participe aux JO de 1924 où il joue trois rencontres.

## Palmarès
- Champion d'Italie en 1928 avec le FBC Torino